# Ace of Hz
Ace of Hz – szósty minialbum brytyjskiego zespołu muzyki elektronicznej Ladytron, wydany 11 stycznia 2011 roku w wersji cyfrowej nakładem wytwórni Nettwerk.
Zawiera on studyjną wersję singla „Ace of Hz” oraz pięć jego remiksów, z czego dwa z nich stworzył Tiësto. Projekt okładki minialbumu opracował Neil Krug, a jego producentem był Daniel Hunt. 
Utwór „Ace of Hz” pojawił się w kompilacji Best of 00–10 zespołu Ladytron, a także na ich albumie studyjnym z 2011 roku, Gravity the Seducer. „Ace of Hz” znalazł się również na ścieżce dźwiękowej gry wideo EA Sports FIFA 11 oraz w serialu Plotkara. 

## Lista utworów
| Nr | Tytuł utworu                          | Długość |
| -- | ------------------------------------- | ------- |
| 1. | „Ace of Hz”                           | 3:37    |
| 2. | „Ace of Hz (Punks Jump Up Remix)”     | 4:53    |
| 3. | „Ace of Hz (Tiësto Remix)”            | 7:25    |
| 4. | „Ace of Hz (Tiésto Remix Radio Edit)” | 3:36    |
| 5. | „Ace Of Hz (Nycpartyinfo Remix)”      | 6:14    |
| 6. | „Ace of Hz (Punks Jump Up Dub Remix)” | 4:54    |
|    |                                       | 30:39   |

Źródło: